# Mbabane Highlanders F.C.
Mbabane Highlanders là một câu lạc bộ bóng đá Eswatini đến từ Mbabane. Hiện tại đây là câu lạc bộ có nhiều chức vô địch quốc gia nhất lịch sử mặc dù chưa giành được danh hiệu nào kể từ năm 2001.

## Thành tích
- Giải bóng đá ngoại hạng Eswatini: 12

1976, 1980, 1982, 1984, 1986, 1988, 1991, 1992, 1995, 1997, 2000, 2001.
- Cúp bóng đá Eswatini: 7

1983, 1985, 1990, 1997, 1999, 2009, 2010.
- Cúp Từ thiện Swazi: 4

1998, 2007, 2008, 2010.
- Swazi Trade Fair Cup: 1

1999.

## Thành tích ở các giải đấu CAF
- CAF Champions League: 1 lần

2001 – Vòng Sơ loại
- African Cup of Champions Clubs: 7 appearances

1977 – rút lui
1981 – Vòng Một
1983 – Vòng Một
1985 – Vòng Một
1987 – Vòng Một
1993 – Vòng Sơ loại
1996 – Vòng Một
- CAF Confederation Cup: 2 lần

2010 – Vòng Sơ loại
2011 – Vòng Sơ loại
- CAF Cup Winners' Cup: 3 lần

1981 – rút lui
1984 – Vòng Một
1991 – Vòng Một
Bản mẫu:MTN Premier League